# Eugen Gura junior
Eugen Gura junior (26. Jänner 1869 in Breslau – 13. September 1944 in Bad Wiessee) war ein österreichischer Schauspieler.

## Leben
Eugen Gura, Sohn von Eugen Gura und älterer Bruder des Hermann Gura, beschloss frühzeitig zur Bühne zu gehen; eine erfolgreiche Darstellung des „Prometheus“ von Aischylos in griechischer Sprache bestärkte seinen Entschluss.
Dramatischen Unterricht nahm er bei Jocza Savits und 1890 debütierte er als „Domingo“ in Don Carlos am Stadttheater in Riga. Dort wirkte er bis 1892 und trat in diesem Jahre nach glücklich absolviertem Gastspiel als „Franz Moor“, „Wurm“ und „Jago“ in den Verband des Hoftheaters Kassel (Antrittsrolle „Gianettino“ in Fiesko 1892 bis 1895). Dann wurde er Mitglied des Hoftheaters in Gera (1895–1899), wo er als „Meineidbauer“ debütierte, wirkte hierauf zwei Jahre am Stadttheater in Halle (Antrittsrolle „Carlos“ in Clavigo) und wurde 1901 für fünf Jahre ans Hoftheater in München verpflichtet, infolge eines als „Bansen“ und „Mattern“ (Hannele) erfolgreich absolviertem Gastspieles (Antrittsrolle „Hinzelmann“ im Weißen Rösl).
Gura bewegte sich in seinem Spiel künstlerisch maßvoll auf dem von Dichter angedeuteten Linien, erfreut durch sichere Charakteristik und sympathischen Humor.
In München wirkte er über 30 Jahre. Von Anfang bis Mitte der 1920er Jahre war er in einigen Stummfilmen zu sehen. Seit 1889 war er Mitglied des Corps Palatia München.

## Filmografie
- 1920: Dämon Weib
- 1921: Der gelbe Würger
- 1921: Die Kette der Schuld
- 1922: Ein Fest auf Haderslevhuus
- 1923: Martin Luther